# ImagineAir
ImagineAir war ein US-amerikanischer Lufttaxianbieter mit Sitz in Lawrenceville, Georgia, der im Jahre 2005 gegründet wurde. Mit einem Einzugsgebiet, das einen Großteil des Südostens der USA abdeckte, führte das Unternehmen durchschnittlich 5000 Flüge pro Jahr durch. ImagineAir wurde oft für sein junges Management gelobt – die Gründer Aaron Sohacki und Benjamin Hamilton waren bei der Gründung 19 bzw. 21 Jahre alt - sowie für sein innovatives Online-Flugzeugbuchungssystem.
Das Geschäftsmodell von ImagineAir basierte auf einer Branchenstudie über das von der NASA entwickelte Small Aircraft Transportation System (SATS). Die Einführung einer einheitlichen Flugzeugflotte und der Einsatz von Technologie ermöglichten Strategien. ImagineAir war Gründungsmitglied der Air Taxi Association (ATXA). Im Jahr 2008 meldete das Unternehmen einen Umsatz von 800.000 US-Dollar. Im Jahr 2015 war der Umsatz auf 2,8 Millionen US-Dollar angewachsen und sicherte sich damit einen Platz auf der Inc. 500 im Jahr 2016.
ImagineAir stelle den Betrieb am 24. Mai 2018 ein.

## Geschichte
ImagineAir wurde im November 2005 als ImagineAir Jet Services LLC von Paul Fischer, Aaron Sohacki und Benjamin Hamilton gegründet und hat seinen Hauptsitz am Gwinnett County Airport in der Nähe von Atlanta, Georgia. Von Anfang an war es die Absicht der Unternehmensgründer, ein Netz von Eclipse 500 VLJs zu betreiben, doch Lieferverzögerungen führten dazu, dass ImagineAir mit Cirrus SR22-Flugzeugen zu operieren begann. Von 2007 bis 2012 verzeichnete das Unternehmen ein stetiges Wachstum von Quartal zu Quartal, verdreifachte die Anzahl seiner Cirrus-Flugzeuge und richtete Basen in Charleston und Raleighein.
Im März 2014 kündigte ImagineAir eine Fusion mit dem in Danbury ansässigen Betreiber Kavoo an, um das erste landesweite Lufttaxiunternehmen zu werden. Durch den Zusammenschluss wurde das Servicegebiet von ImagineAir auf die gesamte Ostküste der Vereinigten Staaten ausgeweitet und die nach Flugvolumen größte Fluggesellschaft nach Teil 135 geschaffen.
Am 24. Mai 2018 stellte ImagineAir den Betrieb ein, da die Unternehmensleitung und die Berater nicht in der Lage waren, die notwendige kurzfristige Finanzierung für die Fortführung des Betriebs und die langfristige Finanzierung für eine rentable Größe des Unternehmens zu sichern.

## Flotte
Mit Stand Juli 2013 bestand die Flotte der ImagineAir aus drei Flugzeugen:
- 3 Cirrus SR22